# Тихомиров, Алексей Александрович
Тихоми́ров, Алексе́й Алекса́ндрович (род. 7 июля 1979, Казань) — российский оперный певец (бас), Заслуженный артист Республики Татарстан(2022), лауреат премии города Москвы в области литературы и искусства (2017), победитель I Международного конкурса оперных певцов Галины Вишневской, ведущий солист театра Геликон-опера (2005), театра Новая Опера (2015). Приглашенный солист Большого театра (2010), приглашенный солист Михайловского театра, Новосибирского театра оперы и балета, Красноярского театра оперы и балета имени Д.Хворостовского.

## Биография
Алексей Тихомиров родился в Казани в творческой семье и с ранних лет занимался музыкой.
В 1998 году окончил Казанское музыкальное училище по специальности «Хоровое дирижирование» (класс В. А. Захаровой).
Обучался в Казанской государственной консерватории, которую с отличием окончил по двум специальностям: в 2003 году получил диплом дирижёра академического хора (класс доцента Л. А. Дразниной), а в 2009 окончил вокальный факультет (класс профессора Ю. В. Борисенко).
В 2001 году стал стипендиатом Шаляпинского фонда Казани.
С 2004 по 2006 год стажировался в Центра оперного пения Г. П. Вишневской в классе профессора А. С. Белоусовой-Фадеичевой.
В 2005 году был принят в труппу театра Геликон-опера.
С 2010 года является приглашенным солистом Большого театра, где дебютировал в партии Зарастро в опере В. А. Моцарта «Волшебная флейта».
В 2015 году стал солистом театра Новая Опера.
Преподаёт в Центре оперного пения Г. П. Вишневской.
Активно гастролирует, сотрудничает с театрами России, дальнего и ближнего зарубежья. Репертуар насчитывает партии более чем в 60 операх.
- Адвокат Коленатый — «Средство Макропулоса» Л. Яначек
- Агамемнон — «Ифигения в Авлиде» К. В. Глюк
- Алеко — «Алеко» С. В. Рахманинов
- Алексей — «Игроки» Д. Д. Шостакович
- Андрей Дегтяренко — «Упавший с неба» по мотивам оперы «Повесть о настоящем человеке» С. С. Прокофьев
- Архиепископ — «Орлеанская дева» П. И. Чайковский
- Базилио — «Севильский цирюльник» Дж. Россини
- Борис Годунов — «Борис Годунов» М. П. Мусоргский
- Борис Тимофеевич — «Леди Макбет Мценского уезда» Д. Д. Шостакович
- Варлаам — «Борис Годунов» М. П. Мусоргский
- Великий Инквизитор — «Дон Карлос» Дж. Верди
- Водяной — «Русалка» А. Дворжак
- Вязьминский — «Опричник» П. И. Чайковский
- Гаврюшка — «Игороки» Д. Д. Шостакович
- Галицкий — «Князь Игорь» А. П. Бородин
- Генерал Жевадов — «Распутин» Дж. Риз
- Дон Паскуале — «Дон Паскуале» Г. Доницетти
- Досифей — «Хованщина» М. П. Мусоргский
- Иван Сусанин — «Иван Сусанин» М. И. Глинка
- Иван Хованский — «Хованщина» М. П. Мусоргский
- Инквизитор — «Огненный ангел» С. С. Прокофьев
- Князь Гремин — «Евгений Онегин» П. И. Чайковский
- Командор — «Дон Жуан» В. А. Моцарт
- Кончак — «Князь Игорь» А. П. Бородин
- Король Рене — «Иоланта» П. И. Чайковский
- Король Треф — «Любовь к трем апельсинам» С. С. Прокофьев
- Кочубей — «Мазепа» П. И. Чайковский
- Кутузов — «Война и мир» С. С. Прокофьев
- Лепорелло — «Дон Жуан» В. А. Моцарт
- Максимилиан — «Разбойники» Дж. Верди
- Малюта — «Царская невеста» Н. А. Римский-Корсаков
- Мельник – «Русалка»  А. С. Даргомыжский
- Мефистофель — «Фауст» Ш. Гуно
- Монтероне — «Риголетто» Дж. Верди
- Орлик — «Мазепа» П. И. Чайковский
- Пимен — «Борис Годунов» М. П. Мусоргский
- Рамфис — «Аида» Дж. Верди
- Руслан — «Руслан и Людмила» М. И. Глинка
- Святозар — «Руслан и Людмила» М. И. Глинка
- Священник — «Леди Макбет Мценского уезда» Д. Д. Шостакович
- Семен — «Большая молния» по мотивам сочинений Д. Д. Шостаковича
- Собакин — «Царская невеста» Н. А. Римский-Корсаков
- Спарафучиле — «Риголетто» Дж. Верди
- Старый каторжник — «Леди Макбет Мценского уезда» Д. Д. Шостакович
- Стольник — «Халка» С. Монюшко
- Сэмюэль — «Бал-маскарад» Дж. Верди
- Тибо — «Орлеанская дева» П. И. Чайковский
- Тимур — «Турандот» Дж. Пуччини
- Тоас — «Ифигения в Тавриде» К. В. Глюк
- Том — «Бал-маскарад» Дж. Верди
- Фазольт — «Золото Рейна» Р. Вагнер
- Фарлаф — «Руслан и Людмила» М. И. Глинка
- Фиеско — «Симон Бокканегра» Дж. Верди
- Филипп II — «Дон Карлос» Дж. Верди
- Хундинг — «Валькирия» Р. Вагнер
- Царь Додон — «Золотой петушок» Н. А. Римский-Корсаков
- Царь Египта — «Аида» Дж. Верди
- Чуб — «Ночь перед Рождеством» Н. А. Римский-Корсаков
- Швохнев — «Игороки» Д. Д. Шостакович
- Шпулька — «Сон в летнюю ночь» Б. Бриттен

Концертный репертуар:
- «Реквием» Дж. Верди
- «Реквием» В. А. Моцарт
- «Торжественная вечерня проповедника» В. А. Моцарт
- «Рождественская оратория» И. С. Бах
- «Stabat mater» Дж. Россини
- «Торжественная месса» Л. Керубини
- «Демественная Литургия Св. Иоанна Златоуста» А. Т. Гречанинов
- Симфония № 13 b-moll «Бабий Яр» Дмитрия Шостаковича
- Симфония № 14 Д. Шостаковича
- «Антиформалистический раёк» Д. Шостакович

Центр оперного пения Г. П. Вишневской
- Борис Годунов — «Борис Годунов» М. П. Мусоргский
- Гремин — «Евгений Онегин» П. И. Чайковский
- Малюта, Собакин — «Царская невеста» Н. А. Римский-Корсаков
- Мефистофель — «Фауст» Ш. Гуно
- Монтероне, Спарафучиле — «Риголетто» Дж. Верди
- Рене — «Иоланта» П. И. Чайковский
- Страфокамил — «Вампука, Принцесса африканская» В. Г. Эренберг

В составе труппы Центра оперного пения Г. П. Вишневской гастролировал с концертами и спектаклями во Франции (Париж, Ницца), Монако (Монте Карло), Бельгии (Льеж), Германии (Берлин, Мюнхен, Баден-Баден), ЮАР (Блюмфонтейн, Порт-Элизабет), Голландии (Гаага, Амстердам (Концертгебау)), Испании (Сантандер), Македония (Скопье), города России С-Петерсбург, Самара, Калининград, Владивосток и др.
Геликон-опера
- Адвокат Коленатый — «Средство Макропулоса» Л. Яначек
- Борис Годунов — «Борис Годунов» М. П. Мусоргский
- Варлаам — «Борис Годунов» М. П. Мусоргский
- Гремин — «Евгений Онегин» П. И. Чайковский
- Дон Базилио — «Севильский цирюльник» Дж. Россини
- Измайлов Борис Тимофеевич — «Катерина Измайлова» Д. Д. Шостакович
- Король Треф — «Любовь к трем апельсинам» С. С. Прокофьев
- Пимен — «Борис Годунов» М. П. Мусоргский
- Рамфис — «Аида» Дж. Верди
- Священник — «Катерина Измайлова» Д. Д. Шостакович
- Собакин — «Царская невеста» Н. А. Римский-Корсаков
- Страфокамил — «Вампука» В. Эренберг
- Царь Додон — «Золотой петушок» Н. А. Римский-Корсаков

С труппой театра Геликон-опера гастролировал на Кипре, в Израиле, Италии, Болгарии, Эстонии, Бразилии, Франции и других странах.
Заглавную партию Бориса в опере «Борис Годунов» в постановке Д. А. Бертмана исполнил в следующих театрах:
- Израильская Национальная Опера (Тель-Авив, 2006)
- Муниципальный театр Реджио-Эмилия (Италия, 2007)
- Опера де Масси (Франция, 2007)
- Оперный театр в Лимассоле и Никосии (Кипр, 2007)
- Театр Массимо Беллини (Катания, 2007)
- Софийская опера (Болгария, 2008)

Большой Театр
- Зарастро (дебют 2010) — «Волшебная флейта» В. А. Моцарт
- Руслан (дебют 2011) — «Руслан и Людмила» М. И. Глинка
- Пимен (дебют 2011) — «Борис Годунов» М. П. Мусоргский
- Царь Салтан (дебют 2020) — «Сказка о царе Салтане» Н. Римский-Корсаков
- Князь Гремин (дебют 2021) — «Евгений Онегин» П. И. Чайковский
- Великий инквизитор (дебют 2022) — «Дон Карлос» Дж. Верди

В 2011 году исполнил партию Руслана («Руслан и Людмила» М. И. Глинка) в первой оперной постановке (реж. Дмитрий Черняков) после реконструкции Исторической сцены Большого Театра России.
Новая Опера
- Алеко — «Алеко» С. В. Рахманинова, концертное исполнение
- Базилио — «Севильский цирюльник» Дж. Россини
- Борис Годунов — «Борис Годунов» М. П. Мусоргский
- Василий Собакин — «Царская невеста» Н. А. Римский-Корсаков
- Галицкий — «Князь Игорь» А. П. Бородин
- Гремин — «Евгений Онегин» П. И. Чайковский
- Лоренцо — «Капулетти и Монтекки» В. Беллини, концертное исполнение
- Мефистофель — «Фауст» Ш. Гуно
- Спарафучиле — «Риголетто» Дж. Верди

## Гастроли
Постоянно гастролирует в России и за рубежом в таких оперных театрах, как Театр Массимо Беллини (Италия), Королевская опера Валлонии (Льеж, Бельгия), Лионская опера (Франция), Национальная опера Чили (Сантьяго), Комише опер (Берлин, Германия), Театр Капитолия (Тулуза, Франция), Большой театр Женевы (Швейцария), Опера Монте-Карло (Монако), Берлинская государственная опера (Германия), Королевская опера Валлонии (Льеж, Франция), Фламандская опера (Антверпен, Бельгия), Муниципальный театр Болоньи (Италия), Парижская филармония (Франция), Израильская опера (Тель-Авив), Большой театр имени Станислава Монюшко в Познани (Польша), Городской театр Сан-Паулу (Бразилия), Гамбургский оперный театр (Германия), Ла Монне (Брюссель, Бельгия), Марсельская опера (Франция), Немецкая опера на Рейне (Дюссельдорф, Германия), Королевский театр (Мадрид) (Испания), Муниципальный театр Флоренции (Италия), Театр в Араузионе (Оранж, Франция), Золотой зал Музикферайн (Вена, Австрия), Театр ан дер Вин (Вена, Австрия), Новый Национальный Театр Токио (Япония), Опера Франкфурта-на-Майне (Германия), Театр Колон (Буэнос-Айрес, Аргентина).
Среди совместных работ с Риккардо Мути партии:
- Агамемнон «Ифигения в Авлиде» (Римская опера, Италия 2009),
- Озирид «Моисей и Фараон» (Зальцбургский фестиваль, Австрия 2009)
- Л. Керубини «Меssa Solenne» с оркестром венской филармонии (Музикферайн, Вена 2009)
- В. А. Моцарт «Vesperae solennes» с Баварским оркестром радио и телевидения, Мюнхен (Геркулес зал, 2010).
- Дж. Россини «Stabat Mater» с Венским филармоническим оркестром (Музикферайн, Вена, Грац, Линц 2010)
- 13-я симфония Д. Шостаковича «Бабий яр» (США, Чикаго 2018)

Принимал участие в фестивалях:
- Сантандерский международный фестиваль (Испания 2010)
- Оперный фестиваль на острове Саарема (Эстония, 2012)
- V Московский фестиваль классической музыки Christmas Fest (Москва, Россия, 2015) [13].
- Крещенский фестиваль в Новой Опере (Москва, Россия, 2016) [14].
- Фестиваль камерной музыки «Вокальные перекрестки» (Новая Опера, Москва, Россия, 2016) [15].
- Международный оперный фестиваль «Дыхание Байкала» (2016)
- I Дионисийский оперный фестиваль (Корфу, Греция, 2017)
- Международный оперный фестиваль имени Ф. И. Шаляпина (Казань, Россия, 2015, 2021, 2022, 2023)

## Дополнительные факты
- Участвует в записях передачи «Романтика романса» на канале «Культура»[16].
- В 2014 году был номинирован на Премию «Золотая Маска» — «Лучшая мужская роль» в постановке оперы «Борис Годунов» Екатеринбургского театра оперы и балета[17].
- В сентябре 2016 года в рамках проекта «Русская опера у стен монастыря» исполнил партию Бориса Годунова в постановке театра «Геликон-опера» в декорациях древнего земляного Кремля г. Дмитрова, у Успенского кафедрального собора[18].
- В мае 2018 принял участие в Гала-концерте проекта «Классика на Дворцовой»[19].
- В 2018 и 2019 году принял участие в постановках опер «Царская невеста» и «Золотой петушок» под открытым небом в архитектурно-этнографическом музее «Тальцы» на территории Илимского острога (Иркутская область)[20][21].
- Весной 2019 года сыграл роль Ф. Шаляпина в мировой премьере спектакля «Шаляпин/О’Нил»[22].
- В феврале 2023 года на канале НТВ в рамках телепередачи «Однажды» вышел сюжет о певце[23].
- В августе 2024 принял участие в проекте «Русские оперы в Астраханском кремле», исполнив партию Мельника в опере А. Даргомыжского «Русалка» [24].

## Награды и премии
- Заслуженный артист Республики Татарстан (2022)[1].
- Лауреат премии города Москвы в области литературы и искусства (2017)[2].
- Победитель первого республиканского конкурса и обладатель звания «Лучший молодой бас Татарстана» (Казань, 2007)[3].
- Лауреат I Международного конкурса оперных артистов Галины Вишневской (I премия, Москва, 2006)[3].
- Победитель конкурса «Песни Победы 2022» в категории профессионалы[25].